# Francisco Xavier Aranha
Francisco Xavier Aranha (Arronches, 5 de abril de 1692 - Olinda, 5 de outubro de 1771) foi um prelado da Igreja Católica português, bispo de Olinda.

## Biografia
Era natural da vila de Arronches, Província de Alentejo, em Portugal, onde nasceu no dia 5 de abril de 1692. Abraçando a vida eclesiástica, fez os primeiros estudos de latim no convento dos Eremitas de Santo Agostinho, prosseguindo depois com a filosofia, na Universidade de Évora, e teologia, na diocese de Portalegre. Ordenado diácono em 21 de dezembro de 1720 e padre em 24 de agosto de 1721, veio a colar grau de doutor em direito pela Universidade de Coimbra. Na diocese de Miranda ocupou as funções de cônego doutoral, visitador geral, deão da catedral, vigário capitular e governador da diocese, quando em sede vacante.
Foi nomeado bispo-coadjutor de Olinda pelo Papa Bento XIV em 11 de fevereiro de 1754, sendo consagrado como bispo-titular de Termópilas em 21 de julho do mesmo ano, na Igreja de São Miguel dos Anjos, pelas mãos de Dom José Dantas Barbosa, arcebispo-auxiliar de Lisboa, coadjuvado por Dom José Henrique Correia da Gama, bispo-titular de Constantina e por Dom Hilário de Santa Rosa, O.F.M. Ref., bispo-emérito de Macau.
Desembarcou em Recife em 29 de setembro de 1754, e dada a ausência do diocesano, Dom Frei Luís de Santa Teresa, que se encontrava em Portugal, assumiu o governo do bispado. No ano seguinte ao de sua posse teve início a criação de várias paróquias cearenses, dentre as quais Santo Antônio, em Quixeramobim, Fortaleza e Sobral, hoje sedes episcopais (Fortaleza como arquidiocese). Na Paraíba, visitou pastoralmente quase todo seu território, criando também diversas paróquias, dentre as quais a de Nossa Senhora da Conceição, em Campina Grande, hoje a sé da Diocese de Campina Grande. Sucedeu à efetiva administração da Diocese após a morte do seu antecessor em 17 de novembro de 1757.
Foi durante a sua prelazia que os jesuítas foram expulsos de sua jurisdição eclesiástica, em 1759. Para a Sé de Olinda, mandou vir de Portugal ornamentos para seus altares, alfaias e até mesmo dois sinos. Concluiu a construção do Palácio da Soledade, residência oficial dos bispos de Pernambuco, e cujas obras haviam sido iniciadas pelo seu antecessor.
Faleceu em Olinda em 5 de outubro de 1771 e encontra-se sepultado na Catedral de Olinda.